# Thomas Valkvæ Olsen
Thomas Valkvæ Olsen, född 18 maj 1993 i Asker, Norge, är en norsk professionell ishockeyspelare som spelar för Leksands IF i SHL.